# Чемпионат мира по самбо 1990
XIV Чемпионат мира по самбо прошёл в Москве (СССР) 7-10 декабря 1990 года. В соревнованиях принимали участие представители 17 стран. Главным судьёй соревнований был Илья Ципурский, а главным секретарём — Григорий Кумпан.

## Медалисты
| Весовая категория | Золото                    | Серебро                    | Бронза                                              |
| ----------------- | ------------------------- | -------------------------- | --------------------------------------------------- |
| до 48 кг          | Джейхун Мамедов · СССР    | Н. Врачев · Болгария       | З. Нгуен · Вьетнам Цогтгерел Очирбат · МНР          |
| до 52 кг          | Гурген Тутхалян · СССР    | Н. Энхбатор · МНР          | В. Дончев · Болгария Михаил Бондарь · Израиль       |
| до 57 кг          | Ильдус Габдулхаков · СССР | Халтмаагийн Баттулга · МНР | К. Деневиль · Франция Н. Кобаяси · Япония           |
| до 62 кг          | Гагик Казарян · СССР      | Иван Нетов · Болгария      | Саунага Кобаяси · Япония Ганхуягийн Уурцолмон · МНР |
| до 68 кг          | Владимир Япринцев · СССР  | Ц. Болдбатар · МНР         | С. Амстет · Франция Иван Керемидчиев · Болгария     |
| до 74 кг          | Евгений Посадсков · СССР  | Жадамба Санжаасурэн · МНР  | Васил Соколов · Болгария Хорхе Боканегра · Франция  |
| до 82 кг          | Александр Сидоров · СССР  | Шарав Дорждамба · МНР      | Никола Филиппов · Болгария Яков Дабуль · Израиль    |
| до 90 кг          | Игорь Сидоркевич · СССР   | Содном Эрхембаяр · МНР     | Рон Трипп · США Тадатоми Ида · Япония               |
| до 100 кг         | Одвогийн Балжинням · МНР  | А. Уодден · Великобритания | Мурат Озов · СССР Х. Киносита · Япония              |
| свыше 100 кг      | Малхаз Беруашвили · СССР  | М. Джонсон · США           | Д. Эрдэнбат · МНР Даме Стойков · Болгария           |

### Командный зачёт
| # | Страна   | Золото | Серебро | Бронза | Всего |
| - | -------- | ------ | ------- | ------ | ----- |
| 1 | СССР     | 8      | 1       | 1      | 10    |
| 2 | МНР      | 2      | 5       | 2      | 9     |
| 3 | Болгария | 0      | 2       | 5      | 7     |
| 4 | Япония   | 0      | 0       | 4      | 4     |
| 5 | Франция  | 0      | 0       | 3      | 3     |
| 6 | США      | 0      | 1       | 1      | 2     |